# Insânia (série de televisão)
Insânia é uma série de televisão de suspense e terror psicológico brasileira, produzida pela Intro Pictures e Star Original Productions para a The Walt Disney Company. No Brasil, a série estreou como uma série original em 3 de dezembro de 2021 no Star+. No Reino Unido e em outros territórios selecionados, a série será lançada como original em 26 de janeiro de 2022 no Star via Disney+, assim como nos outros países da América Latina pelo Star+.

## Premissa
Insânia acompanha a história de Paula, uma policial científica que é internada em uma misteriosa clínica psiquiátrica após uma tragédia familiar. Lá, sua mente vagueia por caminhos sombrios e duvidosos, chegando à beira da insanidade, enquanto investiga o verdadeiro motivo de sua hospitalização e desvenda uma conspiração aterrorizante.

## Elenco

### Principal
- Carol Castro como Paula Costa
- Eucir de Souza como Dr. César Schultz
- Ravel Cabral como Marques
- Rafael Losso como Rafael
- Rafaela Mandelli como Camila
- Samuel de Assis como Lucas
- Bella Camero como Lúcia
- Thomás Aquino como Jerônimo
- Pedro Inouê como Chico
- Lourinelson Vladimir como Barcelos
- Fabio Marcoff como Cônsul Almeida
- Leonardo Goulart como Seixas
- Rosana Stavis como Neusa
- Luthero Almeida como Ancião

## Produção
Em 9 de fevereiro de 2020, foi divulgado que a gravação da série, inicialmente original da Fox, tinha sido iniciada com locações em cidades do Paraná e seria dirigida por Gustavo Bonafé, com produção executiva de Welington Pingo. Em 27 de fevereiro de 2020, Carol Castro, Rafaela Mandelli, Rafael Losso e Thomás Aquino foram confirmados como protagonistas da série, que se passaria em um clínica psiquiátrica.

## Episódios
| N.º na série | N.º na temp. | Título       | Dirigido por | Escrito por | Lançamento            |
| --- | ------------ | ------------ | ------------ | ----------- | --------------------- |
| 1 | 1            | "Episódio 1" | ASA          | ASA         | 3 de dezembro de 2021 |
| Tomada pelo desespero após uma tragédia familiar, a investigadora forense Paula Costa sofre um colapso mental que resulta em sua internação em um hospital psiquiátrico chefiado pelo Dr. César Schultz. Enquanto isso, a parceira de Paula na força tenta ajudá-la, e outro paciente com hábitos alimentares controversos também é internado.                                                           |              |              |              |             |                       |
| 2 | 2            | "Episódio 2" | ASA          | ASA         | 3 de dezembro de 2021 |
| O Dr. César Schultz tenta acalmar as preocupações de Paula sobre sua internação no hospital, mas um paciente carismático instiga a desconfiança da policial sobre o que se passa ali. Enquanto isso, perturbado com a notícia da filha, o pai de Lúcia faz uma visita inesperada ao hospital em busca de respostas e Camila descobre uma pista.                                                          |              |              |              |             |                       |
| 3 | 3            | "Episódio 3" | ASA          | ASA         | 3 de dezembro de 2021 |
| Rejeitada por seus ex-aliados, Paula continua sua busca por respostas para os mistérios que cercam o hospital do Dr. Schultz — mesmo quando isso a leva a enfrentar seus medos mais terríveis. Enquanto isso, Marques e Barcellos levam a investigação a outro patamar em uma aliança inusitada, e Rafael e Camila encontram informações valiosas sobre o caso de Lúcia.                                 |              |              |              |             |                       |
| 4 | 4            | "Episódio 4" | ASA          | ASA         | 3 de dezembro de 2021 |
| Paula é visitada por uma figura surpreendente em um sonho assustador, deixando-a ainda mais desequilibrada em sua luta para distinguir a realidade da fantasia. Dominado por suas suspeitas, Marques decide ir ao hospital e enfrentar a primeira pessoa que encontrar. Enquanto isso, o encontro com uma pessoa misteriosa no cemitério de Névoa Branca leva Rafael a mudar o rumo de sua investigação. |              |              |              |             |                       |
| 5 | 5            | "Episódio 5" | ASA          | ASA         | 3 de dezembro de 2021 |
| Pondo de lado seu desconforto com os motivos ocultos do médico, Paula concorda em permitir que o Dr. Schultz analise seus sonhos. Marques, cada vez mais convencido de que algo estranho está acontecendo, volta ao hospital, mas uma nova presença tenta afastá-lo. Enquanto isso, Rafael perde de vista o perigo que sua investigação trouxe para sua vida.                                            |              |              |              |             |                       |
| 6 | 6            | "Episódio 6" | ASA          | ASA         | 3 de dezembro de 2021 |
| Lucas faz uma revelação surpreendente para Paula, mas seus sonhos não trazem boas notícias para ela ou seus aliados. Marques é forçado a revisitar traumas do passado e tomar medidas drásticas para continuar sua investigação. Enquanto isso, Rafael acerta contas com a única pessoa que sabe o que aconteceu com sua filha.                                                                          |              |              |              |             |                       |
| 7 | 7            | "Episódio 7" | ASA          | ASA         | 3 de dezembro de 2021 |
| Paula deve lutar contra seus melhores instintos quando Lucas a traz para a reunião que ela tem esperado por toda a sua vida. Sem saber que seria visitado em sua própria casa, Schultz e Marques se enfrentam em um confronto que termina em tragédia. |              |              |              |             |                       |
| 8 | 8            | "Episódio 8" | ASA          | ASA         | 3 de dezembro de 2021 |
| Paula é confrontada com seus medos mais íntimos em uma caminhada aterrorizante ao lado de Lucas, que visita seu mundo perfeito no que pode ser uma viagem só de ida. Presa física e mentalmente, a investigadora só tem Camila a quem recorrer. |              |              |              |             |                       |